# Here I Go Again
Here I Go Again – singel brytyjskiej grupy rockowej Whitesnake wydany pierwotnie w 1982 roku. Utwór nagrano na nowo w roku 1987 i stał się on wówczas wielkim przebojem.

## Informacje ogólne
Utwór napisali: główny wokalista David Coverdale i były gitarzysta Bernie Marsden. Oryginalnie ukazał się on na płycie Saints & Sinners i został wydany jako singel w 1982 roku, nie osiągając zbytniego sukcesu. Piosenka została nagrana ponownie na płytę Whitesnake z 1987 roku, z nieco zmienionym tekstem i w nowej aranżacji. Nowa wersja została wydana jako pierwszy singel z płyty i spotkała się z wielkim sukcesem na świecie, osiągając pierwsze miejsce na listach przebojów w USA i Kanadzie. Singel pozostaje jednym z największych przebojów Whitesnake.
W grudniu 2021, po sprzedaży ponad 600 tys. egzemplarzy w Wielkiej Brytanii, nagranie uzyskało certyfikat platynowej płyty.

## Pozycje na listach przebojów
| Lista                         | Pozycja |
| ----------------------------- | ------- |
| Belgia (Ultratop 50)          | 17      |
| Holandia                      | 6       |
| Irlandia                      | 7       |
| Kanada                        | 1       |
| Niemcy (Media Control Charts) | 29      |
| USA (Billboard Hot 100)       | 1       |
| Wielka Brytania               | 9       |

## Wersja Mandaryny
Here I Go Again – pierwszy singel Mandaryny, wydany w 2004 roku, pochodzący z jej debiutanckiego albumu Mandaryna.com. Piosenka jest coverem utworu z repertuaru brytyjskiej grupy rockowej Whitesnake. Wersja Mandaryny została wyprodukowana przez producenta Axela Konrada, który współpracował z niemiecką grupą Groove Coverage. Jak przyznała Mandaryna w wywiadzie dla portalu Onet w 2025, wybór piosenki Whitesnake na jej debiutancki singel był motywowany zrobieniem czegoś przewrotnego; próbą przedstawienia znanego rockowego utworu w tanecznej wersji. Singel okazał się dużym przebojem i utorował Mandarynie dalszą karierę muzyczną.

### Teledysk
Wideoklip wyreżyserowali Mariusz Palej i Kacper Sawicki. Teledysk był nominowany na Festiwalu Polskich Wideoklipów Yach Film 2004 w kategorii Cytryna (czyli najgorszy teledysk).

### Formaty i listy utworów singla
- CD Single (Polska)[13]

1. „Here I Go Again” (Groove Coverage Radio Version) – 3:08
2. „Here I Go Again” (Groove Coverage Extended Version) – 5:16

- CD Single (Austria)[14]

1. „Here I Go Again” (Radio Mix) – 3:07
2. „Here I Go Again” (Axel Konrad RMX Cut) – 2:56
3. „Here I Go Again” (Extended Mix) – 5:16
4. „Here I Go Again” (Axel Konrad RMX) – 5:25

- 12” Single (Niemcy)[15]

1. „Here I Go Again” (Extended Mix)
2. „Here I Go Again” (Axel Konrad RMX)